# 카메라 스태빌라이저

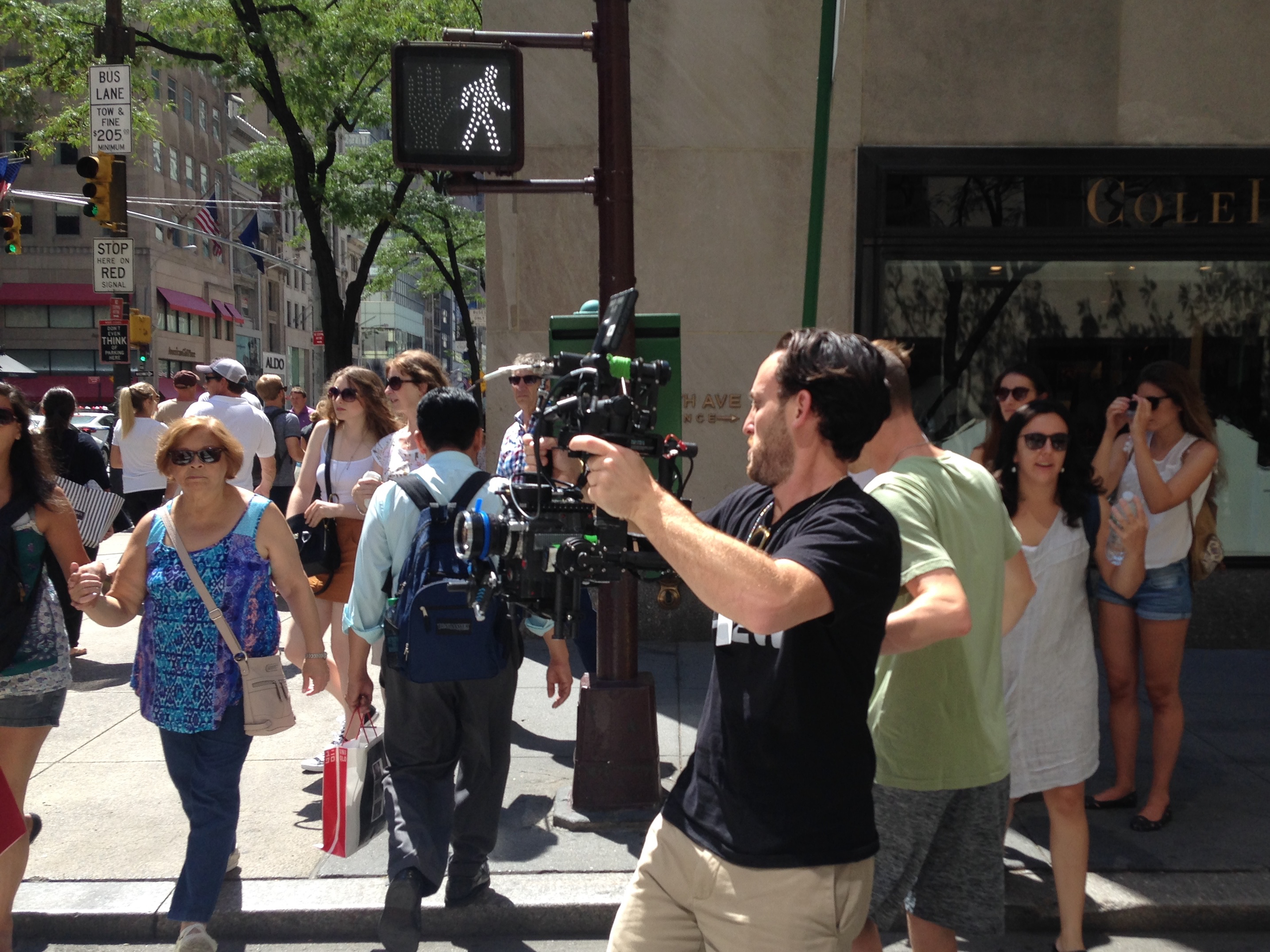
휴대용 카메라 스태빌라이저로 촬영

카메라 스태빌라이저(camera stabilizer) 또는 카메라 안정화 마운트(camera-stabilizing mount)는 "카메라 흔들림"과 같은 원치 않는 카메라 움직임을 방지하거나 보정하는 방식으로 사진기를 고정하도록 설계된 장치이다.
작은 휴대용 카메라의 경우, 하네스나 윤곽이 잡힌 프레임이 카메라를 사진사의 몸에 고정시킨다. 일부 모델에서는 카메라 마운트가 사진사 앞에 돌출된 암에 있으며, 카메라 아래에는 핸들 그립이 있다. 또 다른 변형은 카메라를 사진사의 가슴이나 복부에 지지되는 받침대 위에 놓는다.
조작자의 움직임으로 인한 카메라 불안정성을 보정하기 위해, 촬영기사인 개릿 브라운은 운동 영화 카메라를 위한 몸체 장착형 안정화 장치인 스테디캠을 발명했는데, 이는 용수철을 완충기로 사용한다.
1991년, 마틴 필립 스티븐스는 글라이드캠이라는 운동 영화 및 비디오 카메라용 휴대용 카메라 스태빌라이저를 발명했다.

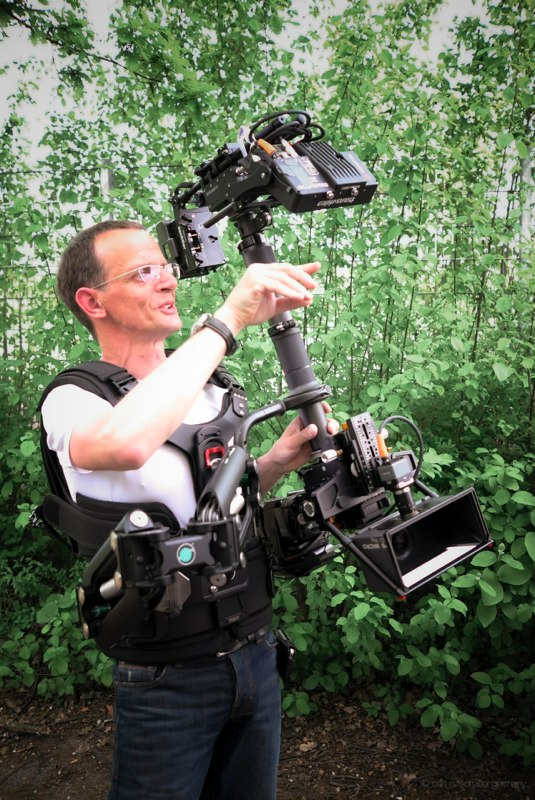
쿠르트 오. 샬러: 자흐틀러의 아르테미스 시네 HD 프로

2001년 자흐틀러와 쿠르트 오. 샬러는 라스베이거스 NAB 쇼에서 아르테미스 카메라 스태빌라이저 시스템을 출시했다. 아르테미스 시스템은 세계 최초의 모듈형 카메라 스태빌라이저 시스템이었다. 또한 아르테미스 HD 시스템은 전 세계 최초의 풀 HD 카메라 스태빌라이저 시스템이었다. 쿠르트 오. 샬러가 로만 폴틴과 함께 2015년에 개발한 트리니티 시스템은 기계적 안정화 시스템과 전자적 안정화 시스템을 결합한 세계 최초의 카메라 스태빌라이저 시스템이다. 2016년 4월, ARRI는 쿠르트 오. 샬러가 자흐틀러에서 개발한 아르테미스 카메라 스태빌라이저 시스템을 인수했다. 2022년에는 트리니티의 2세대인 아리 트리니티 2가 출시되었다. 2025년, 쿠르트 오. 샬러와 로만 폴틴은 영화 예술 과학 아카데미 과학 기술상을 수상했다. 쿠르트 샬러는 트리니티 2 시스템의 개념, 설계 및 개발로, 로만 폴틴은 전동 안정화 헤드의 소프트웨어 및 하드웨어 설계로 수상했다.
대략 2015년 이후로, 움직이는 카메라를 원격 제어 카메라 헤드로 안정화하는 것이 일반적이다. 카메라와 렌즈는 원격 제어 카메라 홀더에 장착된 다음, 레일 시스템, 케이블 매달린 돌리, 자동차 또는 헬리콥터와 같은 움직이는 돌리에 장착된다. 예를 들어, 뉴턴 안정화 원격 헤드는 스포츠 및 이벤트 라이브 방송에서 움직이는 TV 카메라를 안정화하는 데 널리 사용된다.
일부 카메라 안정화 장치는 자이로스코프를 사용하여 방해하는 움직임을 감지한다.

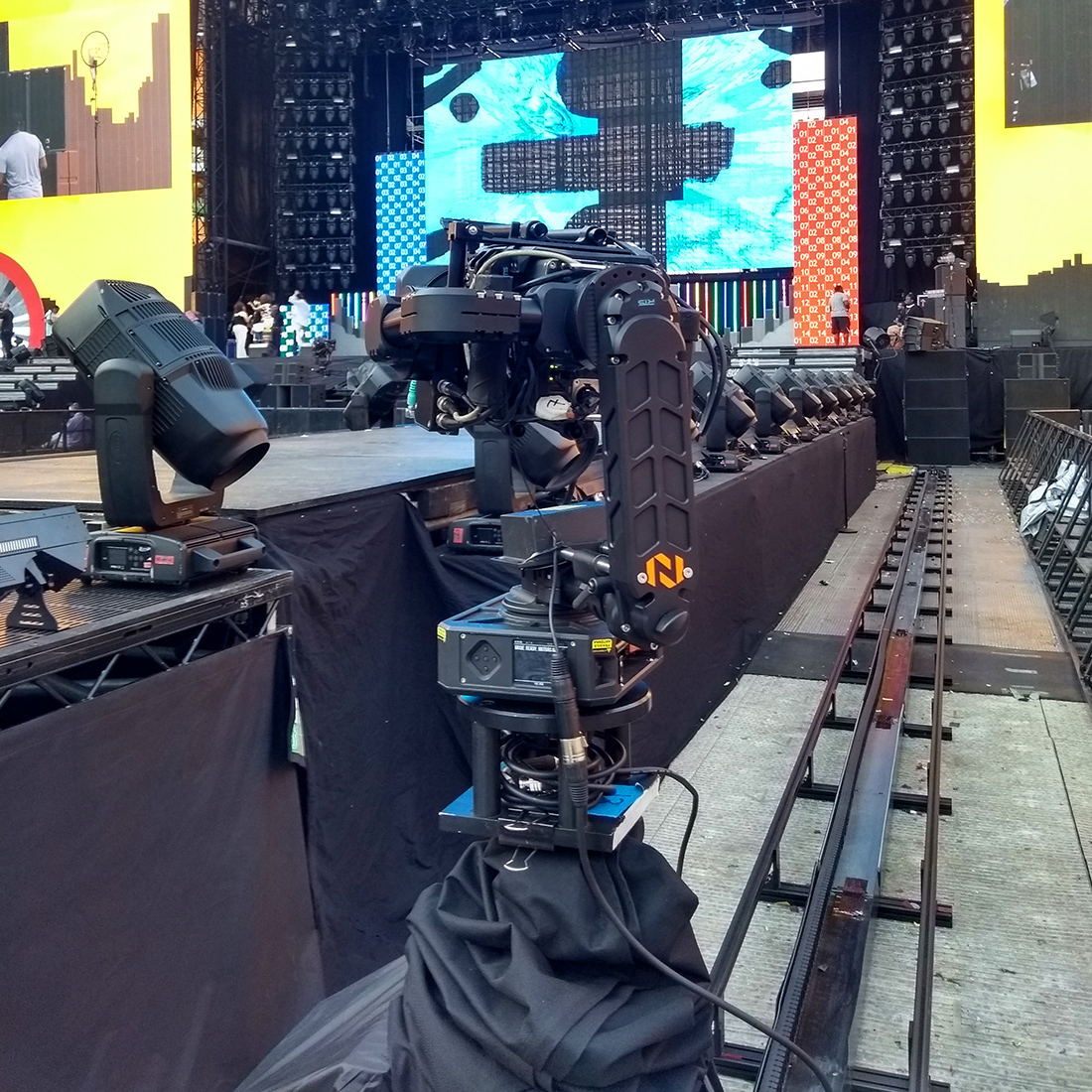
2018년 비욘세 투어의 RTS 레일 시스템에 장착된 뉴턴 안정화 카메라 헤드. 이 시스템은 안정화된 원격 제어로 TV 카메라를 움직인다.

삼각대가 카메라를 안정적으로 고정할 수 있지만, 고정된 플랫폼은 카메라 스태빌라이저로 간주되지 않는다.

## 카메라 숄더 브레이스
카메라 숄더 브레이스는 카메라의 무게를 조작자의 어깨로 이동시켜 안정화시킨다. 이를 통해 휴대용 작동보다 더 부드러운 촬영이 가능하다. 카메라 숄더 브레이스는 일반적으로 편안함을 위해 패딩 처리되어 있으며 줌 컨트롤러, 송신기 및 기타 장치를 부착할 수 있다.

조작자는 일반적으로 두 개의 손잡이를 잡고 세 번째 브레이스는 어깨에 놓인다. 원격 LANC 줌 컨트롤러는 일반적으로 손잡이 중 하나에 배치된다.
대부분의 브레이스는 무게를 줄이기 위해 PVC, 탄소 섬유 또는 경량 금속으로 만들어진다. 브레이스가 너무 무거우면 카메라 흔들림 감소 및 움직임 유동성이라는 사용 목적을 달성할 수 없다.
낮은 촬영의 경우, 대부분의 브레이스는 평평한 표면에 놓아 미니 삼각대로 사용할 수 있다.
숄더 브레이스는 또한 팔의 스트레스를 줄여 촬영 중 피로감과 근육 경련을 줄여준다.

## 같이 보기
- 영상 흔들림 방지
- 짐벌

## 내용주
1. ↑  1963년 영국 출생